# Сайота (окръг, Охайо)
Окръг Сайота (английски: Scioto County) е окръг в щата Охайо, Съединени американски щати. Площта му е 1595 km², а населението - 79 195 души (2000). Административен център е град Портсмът.